# مونيكا فاغنر
مونيكا فاغنر (بالألمانية: Monika Wagner)‏ (و. 1965  م) هي لاعبة الكرلنغ ألمانية، ولدت في غارميش-بارتنكيرشن، شاركت في الألعاب الأولمبية الشتوية 2010، والألعاب الأولمبية الشتوية 1992، والألعاب الأولمبية الشتوية 1998.

## روابط خارجية
- مونيكا فاغنر على موقع الاتحاد الدولي للكرلنغ (الإنجليزية)
- مونيكا فاغنر على موقع اللجنة الأولمبية الدولية (الإنجليزية)
- مونيكا فاغنر على موقع أوليمبيديا (الإنجليزية)